# Ioseb Griszaszwili
Ioseb Griszaszwili (gruz. იოსებ გრიშაშვილი, ur. 24 kwietnia 1889 w Tyflisie (obecnie Tbilisi), zm. 3 sierpnia 1965 w Tbilisi) – gruziński poeta i historyk literatury.

## Życiorys
W 1905/1906 rozpoczął działalność literacką w Tyflisie, zakładając tam kółko dramatyczne, w 1908 został aktorem i suflerem tyfliskiego teatru. Tworzył wiersze liryczne o charakterze refleksyjno-osobistym i wiersze o Tbilisi. Pisał szkice krytycznoliterackie. W 1945 otrzymał tytuł zasłużonego działacza sztuk Armeńskiej SRR, w 1947 został akademikiem Akademii Nauk Gruzińskiej SRR, w 1959 otrzymał tytuł Ludowego Poety Gruzji. W 1950 został laureatem Nagrody Stalinowskiej II stopnia. Był odznaczony Orderem Czerwonego Sztandaru Pracy (25 sierpnia 1944). Został pochowany w Panteonie Mtacminda. Polskie przekłady jego wierszy ukazały się w Antologii poezji gruzińskiej (1961), Antologii poezji radzieckiej (1979) i w antologii Poezja gruzińska (1985).